# New Knoxville
New Knoxville est un village du comté d'Auglaize, dans l’Ohio, aux États-Unis. Il a été créé en 1836. La population était de 879 au recensement de 2010.